# Volley 2002 Forlì 2007-2008
Questa voce raccoglie le informazioni riguardanti il Volley 2002 Forlì nelle competizioni ufficiali della stagione 2007-2008.

## Stagione
La stagione 2007-08 è per il Volley 2002 Forlì, sponsorizzata dalla Infotel e della Banca di Forlì, la sesta consecutiva in Serie A1: nonostante la retrocessione in Serie A2 a seguito del dodicesimo posto in classifica nel campionato precedente, la squadra romagnola acquista il titolo sportivo del Volley Club Padova, accedendo in Serie A1. Come allenatore la scelta cade su Daniele Berselli, sostituito poi a stagione in corso da Elio Vallicelli, mentre la rosa è completamente cambiata con l'unica conferma di Cristina Vecchi: tra i nuovi arrivi quelli di Veronica Angeloni, Chiara Di Iulio, Vania Beccaria, Ilijana Petkova, Anna Vergun, Marina Katić e Nuris Arias, quest'ultima arrivata a campionato già iniziato, mentre tra le partenze quelle di Natalia Brussa, Alessandra Crozzolin, Cornelia Dumler, Monique Adams, Gisele Florentino, Ilaria Garzaro, Mia Jerkov, Tania Poli e Mira Topić.
Nel girone di andata del campionato la squadra di Forlì ottiene soltanto una vittoria, alla settima giornata, per 3-0, contro il Chieri Volley, chiudendo la prima parte di campionato all'ultimo posto in classifica. Nel girone di ritorno invece il Volley 2002 Forlì colleziona esclusivamente sconfitte, riuscendo a conquistare un solo punto nella gara persa al tie-break contro l'Asystel Volley: con l'ultimo posto al termine della regular season retrocede in Serie A2.
Tutte le squadre partecipanti alla Serie A1 e alla Serie A2 nella stagione 2007-08 sono di diritto qualificate alla Coppa Italia: il Volley 2002 Forlì ottiene il terzo posto nel proprio raggruppamento durante la fase a gironi venendo eliminato dalla competizione.

## Organigramma societario
Area direttiva
- Presidente: Giuseppe Camorani

Area tecnica
- Allenatore: Daniele Berselli (fino al 19 ottobre 2007), Elio Vallicelli (dal 20 ottobre 2007)
- Allenatore in seconda: Enrico Vetricini

Area sanitaria
- Medico: Giampiero Valgimigli
- Preparatore atletico: Andrea Monti
- Fisioterapista: José Poletti

## Rosa
| N° | Nome                    | Ruolo | Data di nascita  | Nazionalità sportiva |
| -- | ----------------------- | ----- | ---------------- | -------------------- |
| 1  | Nuris Arias             | S/O   | 20 maggio 1973   | Rep. Dominicana      |
| 2  | Ilijana Petkova         | C     | 10 novembre 1977 | Bulgaria             |
| 3  | Ilaria Antonucci        | S     | 20 giugno 1987   | Italia               |
| 3  | Michela Ghetti          | S     | 1990             | Italia               |
| 4  | Anna Vergun             | C     | 18 maggio 1984   | Ucraina              |
| 5  | Samantha Grando         | C     | 15 agosto 1975   | Italia               |
| 7  | Aneta Germanova         | S     | 3 gennaio 1975   | Bulgaria             |
| 7  | Lulama Musti De Gennaro | C     | 21 gennaio 1983  | Italia               |
| 8  | Giulia Leonardi         | L     | 1º dicembre 1987 | Italia               |
| 9  | Cristina Vecchi         | L     | 29 marzo 1983    | Italia               |
| 10 | Vania Beccaria          | S     | 24 luglio 1973   | Italia               |
| 11 | Chiara Di Iulio         | S     | 5 maggio 1985    | Italia               |
| 12 | Veronica Angeloni       | S     | 6 luglio 1986    | Italia               |
| 13 | Marina Katić            | P     | 1º ottobre 1983  | Croazia              |
| 15 | Federica Poggiali       | P     | 15 gennaio 1979  | Italia               |

## Mercato
| Acquisti | Acquisti                | Acquisti           | Acquisti   |
| R.       | Nome                    | da                 | Modalità   |
| -------- | ----------------------- | ------------------ | ---------- |
| S        | Veronica Angeloni       | Vicenza            | definitivo |
| S        | Ilaria Antonucci        | San Casciano       | definitivo |
| S/O      | Nuris Arias             | Spes Conegliano    | definitivo |
| S        | Vania Beccaria          | Brunelli           | definitivo |
| S        | Chiara Di Iulio         | Robursport Pesaro  | definitivo |
| S        | Aneta Germanova         | Olympiakos         | definitivo |
| C        | Samantha Grando         | Effe Isernia       | definitivo |
| P        | Marina Katić            | Voléro Zurigo      | definitivo |
| L        | Giulia Leonardi         | Cesena             | definitivo |
| C        | Lulama Musti De Gennaro | Asystel            | definitivo |
| C        | Ilijana Petkova         | Giannino Pieralisi | definitivo |
| P        | Federica Poggiali       | Cesena             | definitivo |
| C        | Anna Vergun             | Kruh Čerkasy       | definitivo |

| Cessioni | Cessioni             | Cessioni          | Cessioni   |
| R.       | Nome                 | a                 | Modalità   |
| -------- | -------------------- | ----------------- | ---------- |
| S        | Monique Adams        | ?                 | definitivo |
| S        | Giulia Argnani       | ?                 | definitivo |
| S/O      | Natalia Brussa       | Robursport Pesaro | definitivo |
| C        | Alessandra Crozzolin | Castelfidardo     | definitivo |
| S        | Cornelia Dumler      | Ostiano           | definitivo |
| P        | Gisele Florentino    | Ícaro             | definitivo |
| C        | Ilaria Garzaro       | Robursport Pesaro | definitivo |
| S        | Aneta Germanova      | Sanse             | definitivo |
| C        | Samantha Grando      | Parma             | definitivo |
| S/O      | Mia Jerkov           | -                 | ritirata   |
| L        | Martina Lombardi     | ?                 | definitivo |
| S        | Tania Poli           | Santa Croce       | definitivo |
| S        | Elena Saporetti      | ?                 | definitivo |
| C        | Milena Stacchiotti   | Brunelli          | definitivo |
| P        | Caterina Sintoni     | Reggio Emilia     | definitivo |
| S        | Mira Topić           | CAV Murcia        | definitivo |

## Risultati

### Serie A1

#### Girone di andata
| 1ª giornata - 7 ottobre 2007 PalaNorda, Bergamo                    | Bergamo           | 3 - 0 | Forlì              | 25-15, 25-18, 25-9         |
| 2ª giornata - 10 ottobre 2007 PalaGalassi, Forlì                   | Forlì             | 1 - 3 | Sirio Perugia      | 23-25, 26-24, 10-25, 18-25 |
| 3ª giornata - 14 ottobre 2007 PalaDalLago, Novara                  | Asystel           | 3 - 0 | Forlì              | 25-16, 25-14, 25-18        |
| 4ª giornata - 17 ottobre 2007 PalaGalassi, Forlì                   | Forlì             | 1 - 3 | Vicenza            | 21-25, 25-22, 17-25, 27-29 |
| 5ª giornata - 25 novembre 2007 PalaBaldassarra, Altamura           | Altamura          | 3 - 1 | Forlì              | 22-25, 25-23, 25-20, 25-20 |
| 6ª giornata - 2 dicembre 2007 PalaCooper, Santeramo in Colle       | Santeramo         | 3 - 0 | Forlì              | 25-16, 25-21, 25-17        |
| 7ª giornata - 9 dicembre 2007 PalaGalassi, Forlì                   | Forlì             | 3 - 0 | Chieri             | 25-22, 30-28, 26-24        |
| 8ª giornata - 16 dicembre 2007 PalaDionigi, Sant'Angelo in Lizzola | Robursport Pesaro | 3 - 0 | Forlì              | 25-22, 25-22, 25-11        |
| 9ª giornata - 22 dicembre 2007 PalaGalassi, Forlì                  | Forlì             | 0 - 3 | Sassuolo           | 19-25, 23-25, 22-25        |
| 10ª giornata - 26 dicembre 2007 PalaYamamay, Busto Arsizio         | Busto Arsizio     | 3 - 0 | Forlì              | 25-19, 25-21, 25-18        |
| 11ª giornata - 29 dicembre 2007 PalaGalassi, Forlì                 | Forlì             | 0 - 3 | Giannino Pieralisi | 17-25, 20-25, 17-25        |

#### Girone di ritorno
| 12ª giornata - 27 gennaio 2008 PalaGalassi, Forlì       | Forlì              | 0 - 3 | Bergamo           | 16-25, 21-25, 12-25               |
| 13ª giornata - 2 febbraio 2008 PalaEvangelisti, Perugia | Sirio Perugia      | 3 - 0 | Forlì             | 25-20, 25-22, 25-19               |
| 14ª giornata - 6 febbraio 2008 PalaGalassi, Forlì       | Forlì              | 2 - 3 | Asystel           | 25-16, 17-25, 15-25, 25-22, 11-15 |
| 15ª giornata - 10 febbraio 2008 PalaRuggi, Imola        | Vicenza            | 3 - 1 | Forlì             | 25-14, 25-19, 16-25, 25-14        |
| 16ª giornata - 17 febbraio 2008 PalaGalassi, Forlì      | Forlì              | 0 - 3 | Altamura          | 26-28, 18-25, 23-25               |
| 17ª giornata - 24 febbraio 2008 PalaGalassi, Forlì      | Forlì              | 0 - 3 | Santeramo         | 21-25, 16-25, 19-25               |
| 18ª giornata - 2 marzo 2008 PalaMaddalene, Chieri       | Chieri             | 3 - 0 | Forlì             | 25-22, 31-29, 25-18               |
| 19ª giornata - 9 marzo 2008 PalaGalassi, Forlì          | Forlì              | 0 - 3 | Robursport Pesaro | 12-25, 20-25, 27-29               |
| 20ª giornata - 16 marzo 2008 PalaPaganelli, Sassuolo    | Sassuolo           | 3 - 0 | Forlì             | 25-14, 25-19, 25-11               |
| 21ª giornata - 22 marzo 2008 PalaGalassi, Forlì         | Forlì              | 0 - 3 | Busto Arsizio     | 15-25, 18-25, 17-25               |
| 22ª giornata - 6 aprile 2008 PalaTriccoli, Jesi         | Giannino Pieralisi | 3 - 0 | Forlì             | 25-6, 25-19, 25-16                |

### Coppa Italia

#### Fase a gironi
| 1ª giornata - 21 ottobre 2007 PalaGalassi, Forlì                 | Forlì       | 2 - 3 | Life Milano | 18-25, 19-25, 25-12, 25-19, 7-15 |
| 2ª giornata - 24 ottobre 2007 PalaNorda, Bergamo                 | Bergamo     | 3 - 1 | Forlì       | 26-24, 22-25, 25-19, 28-26       |
| 3ª giornata - 28 ottobre 2007 PalaParenti, Santa Croce sull'Arno | Santa Croce | 1 - 3 | Forlì       | 31-29, 18-25, 18-25, 18-25       |
| 4ª giornata - 3 novembre 2007 PalaGalassi, Forlì                 | Forlì       | 0 - 3 | Bergamo     | 24-26, 15-25, 18-25              |
| 5ª giornata - 11 novembre 2007 PalaLido, Milano                  | Life Milano | 3 - 0 | Forlì       | 25-20, 25-19, 25-23              |
| 6ª giornata - 18 novembre 2007 PalaGalassi, Forlì                | Forlì       | 3 - 0 | Santa Croce | 25-15, 25-21, 25-11              |

## Statistiche

### Statistiche di squadra
| Competizione | Punti | In casa | In casa | In casa | In trasferta | In trasferta | In trasferta | Totale | Totale | Totale |
| Competizione | Punti | G       | V       | P       | G            | V            | P            | G      | V      | P      |
| ------------ | ----- | ------- | ------- | ------- | ------------ | ------------ | ------------ | ------ | ------ | ------ |
| Serie A1     | 4     | 11      | 1       | 10      | 11           | 0            | 11           | 22     | 1      | 21     |
| Coppa Italia | 7     | 3       | 1       | 2       | 3            | 1            | 2            | 6      | 2      | 4      |
| Totale       | -     | 14      | 2       | 12      | 14           | 1            | 13           | 28     | 3      | 25     |

G = partite giocate; V = partite vinte; P = partite perse

### Statistiche dei giocatori
| V. Angeloni         | 22 | 179 | 154 | 18 | 7  | Statistiche assenti | Statistiche assenti |
| I. Antonucci        | 11 | 29  | 25  | 2  | 2  | Statistiche assenti | Statistiche assenti |
| N. Arias            | 6  | 64  | 58  | 3  | 3  | Statistiche assenti | Statistiche assenti |
| V. Beccaria         | 22 | 211 | 178 | 28 | 5  | Statistiche assenti | Statistiche assenti |
| C. Di Iulio         | 18 | 136 | 212 | 11 | 4  | Statistiche assenti | Statistiche assenti |
| A. Germanova        | 6  | 38  | 35  | 2  | 1  | Statistiche assenti | Statistiche assenti |
| M. Ghetti           | 0  | 0   | 0   | 0  | 0  | Statistiche assenti | Statistiche assenti |
| S. Grando           | 10 | 62  | 48  | 14 | 0  | Statistiche assenti | Statistiche assenti |
| M. Katić            | 21 | 66  | 43  | 12 | 11 | Statistiche assenti | Statistiche assenti |
| G. Leonardi         | 21 | 0   | 0   | 0  | 0  | Statistiche assenti | Statistiche assenti |
| L. Musti De Gennaro | 7  | 34  | 27  | 6  | 1  | Statistiche assenti | Statistiche assenti |
| I. Petkova          | 21 | 142 | 84  | 47 | 11 | Statistiche assenti | Statistiche assenti |
| F. Poggiali         | 11 | 2   | 0   | 1  | 1  | Statistiche assenti | Statistiche assenti |
| C. Vecchi           | 14 | 0   | 0   | 0  | 0  | Statistiche assenti | Statistiche assenti |
| A. Vergun           | 15 | 46  | 33  | 9  | 4  | Statistiche assenti | Statistiche assenti |

P = presenze; PT = punti totali; AV = attacchi vincenti; MV = muri vincenti; BV = battute vincenti